# Patrick Watson (acteur)
Pour les articles homonymes, voir Patrick Watson et Watson.
Patrick Watson, né le 23 décembre 1929 à Toronto (Canada) et mort le 4 juillet 2022, est un acteur, producteur, scénariste et réalisateur canadien .

## Filmographie

### comme acteur
- 1964 : This Hour Has Seven Days (série télévisée) : Co-host
- 1968 : Population Explosion (voix)
- 1969 : The Way It Is (en) (série télévisée)
- 1977 : The Fifty First Estate (série télévisée)[2] : Anchor
- 1977 : Bethune (TV)
- 1976 : Live From Lincoln Center (série télévisée) : Host (1981-1985)
- 1983 : The Terry Fox Story (TV) : Peg Leg
- 1984 : Countdown to Looking Glass (TV) : Don Tobin
- 1985 : Lawyers (série télévisée) : Host
- 1998 : The Canadians (série télévisée) : Host
- 2001 : Vengeance secrète (The Fourth Angel) de John Irvin : l'ambassadeur des États-Unis

### comme producteur
- 1957 : Mr. Fixit (série télévisée)
- 1964 : This Hour Has Seven Days (série télévisée)
- 1967 : Warrendale
- 1984 : The Land That Devours Ships
- 1991 : Penfield
- 1994 : Heritage Series, Agnes Macphail (série télévisée)
- 2002 : Samuel Cunard: Bridging the Atlantic (TV)

### comme scénariste
- 1964 : One Step at a Time
- 1972 : The Question of Television Violence
- 1991 : Penfield

### comme réalisateur
- 1964 : One Step at a Time
- 1964 : 700 millions d'hommes ou la Chine nouvelle[3]

## Publications en anglais
- The Struggle for Democracy
- Alter Ego
- Alexander Dolgun's Story : An American in the Gulag, écrit en collaboration avec Alexander Dolgun
- Faranella's City
- This Hour Has Seven Decades, autobiographie
- Wittgenstein and the Goshawk, fable pour adultes